# İdmanocağı
İdmanocağı est un club turc de volley-ball féminin, section du club omnisports de l'İdmanocağı Spor Kulübü, fondé en 1921 et basé à Trabzon, évoluant pour la saison 2017-2018 en Türkiye Bayanlar Voleybol 1. Ligi.

## Palmarès
- BVA Cup
  - Vainqueur: 2015[2]
- Challenge Cup
  - Finaliste : 2016[3]

## Historique des logos

Ancienne logo
Logo depuis 2016

## Effectifs

### Saison 2016-2017
| No                                      | Nom                                     | Date de naissance                       | Taille                         | Poids                          | Poste                          |
| --------------------------------------- | --------------------------------------- | --------------------------------------- | ------------------------------ | ------------------------------ | ------------------------------ |
| 1                                       | Rachel Sánchez                          | 9 janvier 1989                          | 188                            | 75                             | Centrale                       |
| 3                                       | Birgül Güler                            | 2 mai 1990                              | 181                            | 62                             | Réceptionneuse-attaquante      |
| 4                                       | Maren Brinker                           | 10 juillet 1986                         | 184                            | 68                             | Réceptionneuse-attaquante      |
| 5                                       | Bahanur Şahin                           | 6 mars 1991                             | 178                            | 62                             | Libero                         |
| 6                                       | Cansu İsmailoğulları                    | 14 février 1997                         | 182                            | 72                             | Réceptionneuse-attaquante      |
| 7                                       | Fatma Beyaz                             | 17 juin 1995                            | 190                            | 80                             | Centrale                       |
| 8                                       | Anna Matienko                           | 12 juillet 1981                         | 182                            | 63                             | Passeuse                       |
| 9                                       | Ayça Naz İhtiyaroğlu                    | 13 août 1984                            | 168                            | 62                             | Libero                         |
| 10                                      | Ece Hocaoğlu                            | 5 mars 1994                             | 189                            | 82                             | Réceptionneuse-attaquante      |
| 11                                      | Kübra Kegan                             | 18 juillet 1995                         | 178                            | 58                             | Passeuse                       |
| 13                                      | Hande Korkut                            | 28 octobre 1990                         | 188                            | 71                             | Centrale                       |
| 14                                      | Kristina Mikhailenko                    | 26 mars 1992                            | 188                            | 78                             | Attaquante                     |
| 15                                      | Neşve Büyükbayram                       | 1er janvier 1990                        | 188                            | 74                             | Centrale                       |
| 16                                      | Nefize Gaffaroğlu                       | 8 août 1992                             | 186                            | 62                             | Réceptionneuse-attaquante      |
| 19                                      | Elżbieta Skowrońska                     | 6 juillet 1983                          | 183                            | 71                             | Réceptionneuse-attaquante      |
|                                         |                                         |                                         |                                |                                |                                |
| Encadrement technique                   | Encadrement technique                   |                                         | Légende                        | Légende                        | Légende                        |
| Entraîneur : Reşat Arığ                 | Entraîneur : Reşat Arığ                 | Entraîneur : Reşat Arığ                 | : Capitaine                    | : Capitaine                    | : Capitaine                    |
| Entraîneur(s) adjoint(s) : Emre Karagöz | Entraîneur(s) adjoint(s) : Emre Karagöz | Entraîneur(s) adjoint(s) : Emre Karagöz | : Joueuse blessée actuellement | : Joueuse blessée actuellement | : Joueuse blessée actuellement |

| Équipe type : İdmanocağı                                                                                         |
| \| Matienko · # 8 Ece · # 10 Neşve · # 15 Mikhailenko · # 14 Birgül · # 3 Rachel Sánchez · # 1 Ayça Naz · # 9 \| |
| Matienko · # 8 Ece · # 10 Neşve · # 15 Mikhailenko · # 14 Birgül · # 3 Rachel Sánchez · # 1 Ayça Naz · # 9       |

| Matienko · # 8 Ece · # 10 Neşve · # 15 Mikhailenko · # 14 Birgül · # 3 Rachel Sánchez · # 1 Ayça Naz · # 9 |